# Biểu đồ khí hậu

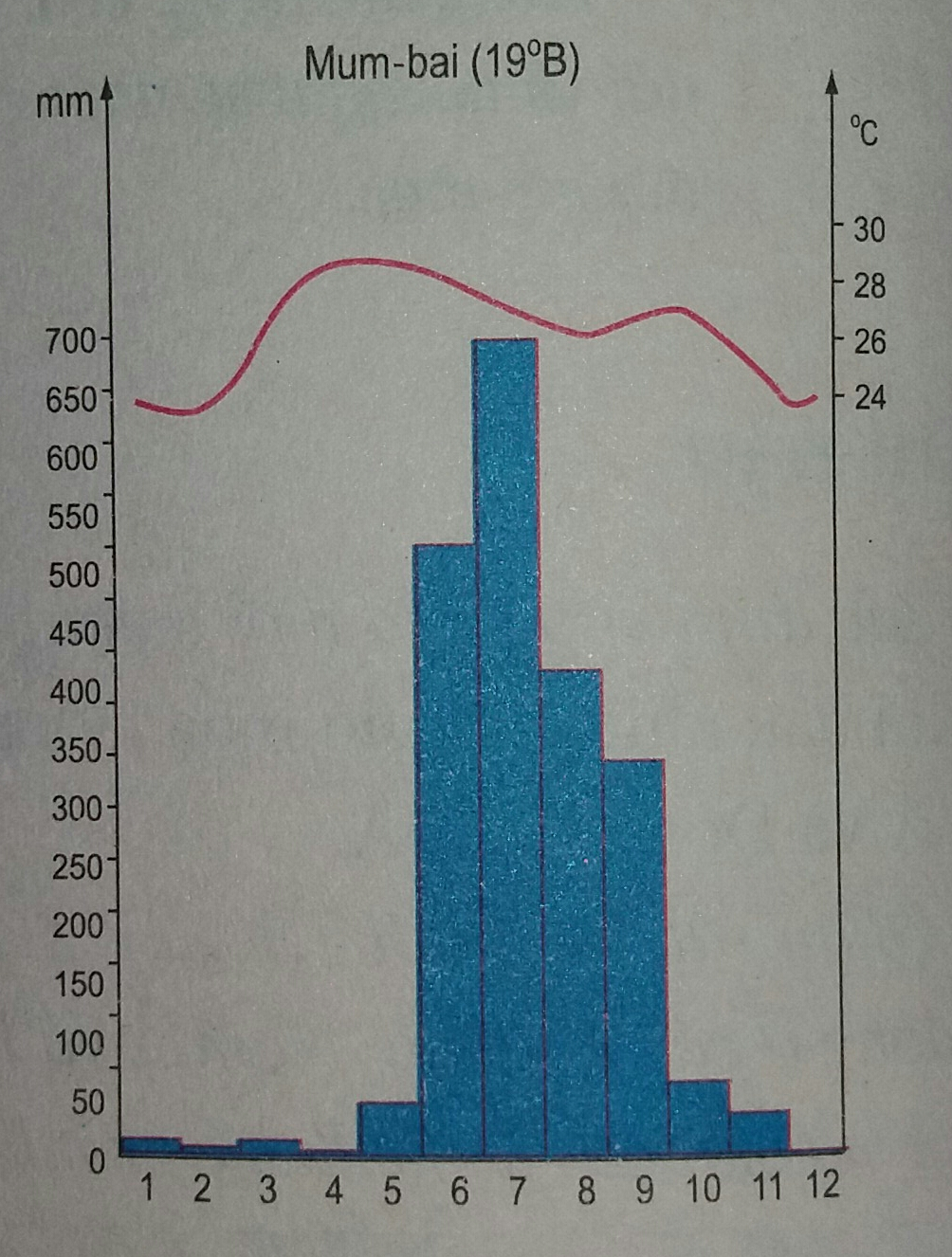
Biểu đồ khí hậu của Mumbai

Biểu đồ khí hậu là một loại biểu đồ giúp ta biết được khí hậu của một vùng tại một thời điểm nào đó trong năm. Từ biểu đồ đó ta cũng có thể biết được vùng đó thuộc loại khí hậu gì. Biểu đồ khí hậu được tạo ra bằng số liệu khí hậu qua nhiều năm và được tính qua trung bình cộng các số liệu đó. Loại biểu đồ này rất quan trọng đối với việc đánh giá khí hậu.

## Cách sử dụng

### Loại thường
Biểu đồ khí hậu thường có hai trục: trục tung biểu thị lượng mưa và nhiệt độ, trục hoành biểu thị thời gian. Cách dùng giống như biểu đồ thường, sử dụng hệ tọa độ để xác định thông tin. Đôi lúc biểu đồ không cần hai trục này mà ghi số liệu vào các cột.